# Милица Зарић
Милица Зарић (Београд, 2. август 1975) српска је глумица. Ћерка је глумца Драгана Зарића и сестра Ивана Зарића, такође глумца. Дипломирала је глуму на Академији драмских уметности у Новом Саду у класи професора Радета Марковића.
Милица Зарић је чланица ансамбла Београдског драмског позоришта.

## [5]Филмови
| Година | Филм                      | Улога               |
| ------ | ------------------------- | ------------------- |
| 2017.  | Проклети пас              | Инспекторка Дринић  |
| 2014.  | Догађај                   | Мајка               |
| 2012.  | Побуњеник                 | Тамара              |
| 2012.  | Јелена, Катарина, Марија  | Марија              |
| 2011.  | Заједно                   | Марија              |
| 2006.  | Ствар срца                |                     |
| 2003.  | Скоро сасвим обична прича | Ирена               |
| 2003.  | Приватни животи           | Аманда Прајн        |
| 2002.  | Кордон                    | Медицинска сестра 1 |

## Серије[5]
| Година | Серија            | Улога                 |
| ------ | ----------------- | --------------------- |
| 2021.  | Беса (ТВ серија)  | Вера Коци             |
| 2021-  | Тајне винове лозе | Јелена Томовић        |
| 2019.  | Жмурке (серија)   | Апотекарка            |
| 2019.  | Моја генерација Z | Љиљана, Бојанина мама |
| 2018.  | Жигосани у рекету | Весна Тодоровић       |
| 2011.  | Мој рођак са села | кума Вера             |
| 2008.  | Љубав и мржња     | Љубица                |
| 2005.  | Кошаркаши         | Марија                |
| 2004.  | Мјешовити брак    |                       |
| 1987.  | Соба 405          |                       |